# Viosz család
A nemesvitai Viosz család egy Zala vármegyei földbirtokos nemesi család.

## A család története

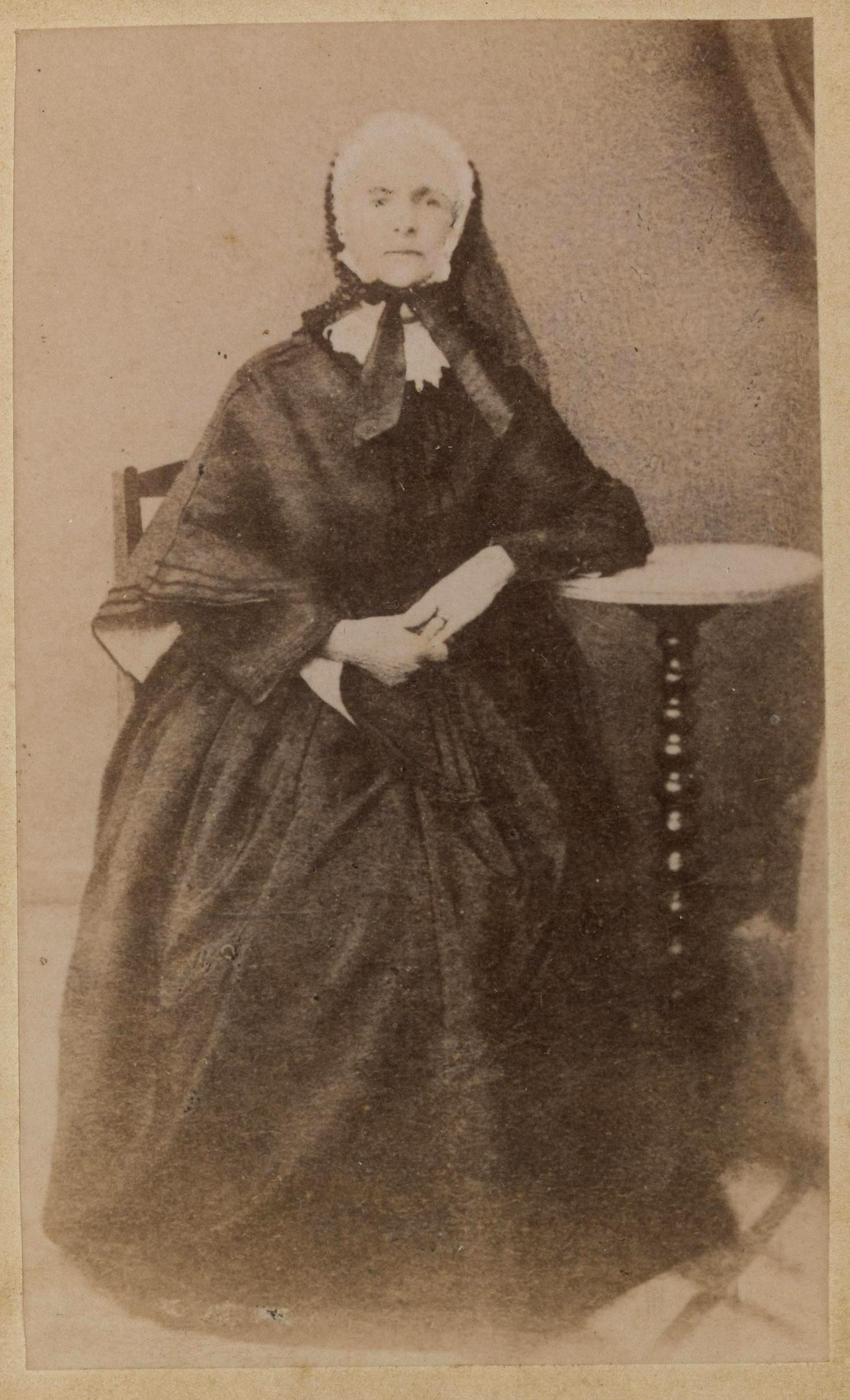
Nemesvitai Viosz Imre zalai táblabíróné miskei és monostori Thassy Mária (1797–1873) asszony.

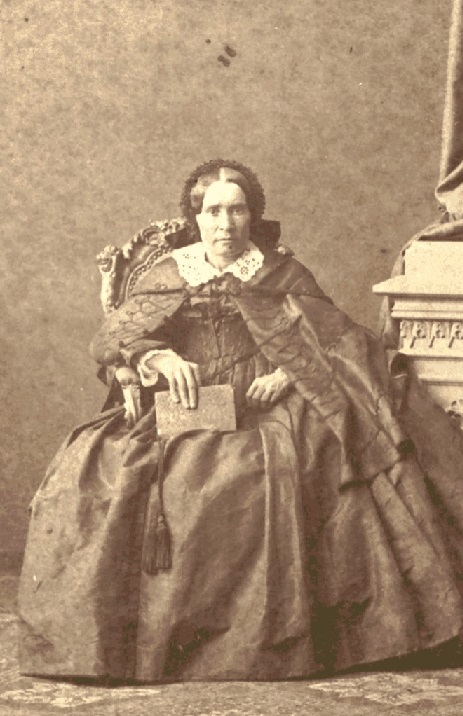
Nemesvitai Viosz Kunigunda (1817–1865) asszony, nemes Vida Lajos (1821–1874), lukafai földbirtokosnak a hitvese.

A nemesvitai Viosz család megnemesítésékőr ismeretlen. Zala megyei család, melyből Viasz András Zala megyei esküdt volt a 18. században; ennek fia Ádám pesti polgár, ennek leánya Erzsébet Paulovicz Andrásné a 18. század közepén élt. A család az 1754–55. évi országos nemesi összeíráskor Pest vármegyében Ádám, Zala vármegyében pedig Tamás vétettek fel az igazolt nemesek közé. A család néhol "Viasz"-ként, néhol "Viosz"-ként szerepelt a 18. században, azonban a század végére a "Viosz" alak állandósult, valamint a "nemesvitai" nemesi előnevet használta.
Viosz Tamás, Zala vármegyei esküdtnek a fia nemesvitai Viosz József (1733-1803), táblabíró, a szántói járás alszolgabírája, földbirtokos volt Nemesvitán. Viosz József előkelő házasságot kötött és ezáltal a Zala vármegyei jómódú földbirtokos nemesség hálózatába kapcsolódott bele; 1773. január 24-én Salomváron, feleségül vette a nemesi származású sidi Sidy családból való sidi Sidy Katalin (1749–1796) kisasszonyt, akinek a szülei ifjabb Sidy Pál (1723-1779), zalai táblabíró, andráshidai és salomvári földbirtokos, az egerszegi járás alszolgabíraja, és salomvári László Borbála (1727-1751) voltak. A menyasszonynak az apai nagyszülei idősebb Sidy Pál (fl. 1707–1744), földbirtokos a kapornaki járás főszolgabíraja, valamint galánthai Bessenyey Erzsébet (fl. 1723–1738) voltak; az anyai nagyszülei salomvári László Mihály, salomvári földbirtokos és ákosházi Sárkány Magdolna voltak. Viosz Józsefné Sidy Katalinnak az apai nagyapai dédszülei sidi Sidy Mihály (fl. 1672–1711), Zala vármegye külön kiküldött követe az 1705-ben zajló Szécsényi országgyűlésen, az egervári várkastély helyettes kapitánya, zalai főszolgabíró, andráshidai, nagypáli, zélpusztai és teskándi földbirtokos, valamint az ősrégi nemesi zalai szenterzsébeti Terjék családból való szenterzsébeti Terjék Mária (fl. 1688–1692) voltak.
Viosz József és Sidy Katalin sokgyermekes házasságából csak egy leány- és egy fiúgyermek érte el a felnőttkort. A leányuk nemesvitai Viosz Zsuzsanna (1775-1826), akinek a férje a tapolcai születésű zokoli és illyefalvi Csutor János (1771-1815), táblabíró, Zala vármegye tiszti ügyésze, földbirtokos lett. Viosz József és Sidy Katalin fia nemesvitai Viosz Imre (1787 – ? 1850 után, 1856 előtt) táblabíró, földbirtokos volt. Viosz Imre szintén előkelő házasságot kötött; Nemesviden, 1815. május 7-én feleségül vette a nemesi miskei és monostori Thassy családból való miskei és monostori Thassy Mária (1797–1873), kisasszonyt, akinek a szülei miskei és monostori Thassy Mihály (1767–1804), zalalövői földbirtokos, és csengeri Háczky Anna (1776–1871) voltak. Az apai nagyszülei miskei és monostori Thassy László (1728–1766), zalalövői földbirtokos és dávodi Bakó Rozália voltak; az apai nagyapai nagyanyja a tekintélyes dunántúli vizeki Tallián család sarja miskei és monostori Thassy Ferencné vizeki Tallián Borbála (1702–1781), aki leszármazottja és örököse volt az ősrégi nemesi osztopáni Perneszy családnak.
Viosz Imre és Thassy Mária frigyéből 8 gyermek született, amelyek közül hárman külön-külön ágat alapítottak: Viosz Pál (1818–1882), andráshidai földbirtokos, Viosz László (1819–1868), gelsei földbirtokos, és Viosz Lajos (1836–1869), andráshidai földbirtokos. Viosz Imrének és Thassy Máriának két leánygyermeke is született: az egyik nemesvitai Viosz Kunigunda (1836–1869), aki Andráshidán 1841. május 26-án hitvese lett nemes Vida Lajos (1836–1869) lukafai földbirtokosnak, a másik nemesvitai Viosz Ilona (1830–1860), aki Andráshidán 1856. július 3-án neje lett hottói Nagy Károly (1816–1911) zalaegerszegi alszolgabírónak, földbirtokosnak.

### Lajos ága

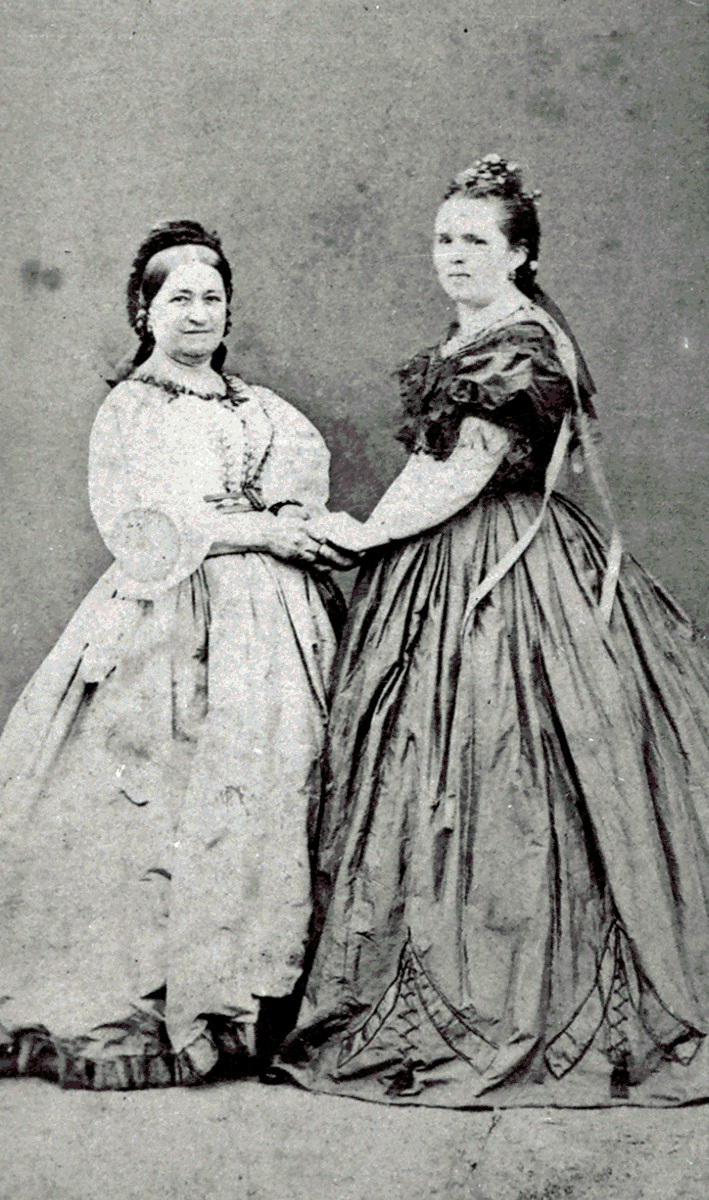
Nemesnépi Marton Józsefné verbói Szluha Rozália (1816-1883) és lánya boldogfai Fakas Ferencné nemesnépi Marton Zsófia (1842-1900), nemesvitai Viosz Lajos özvegye

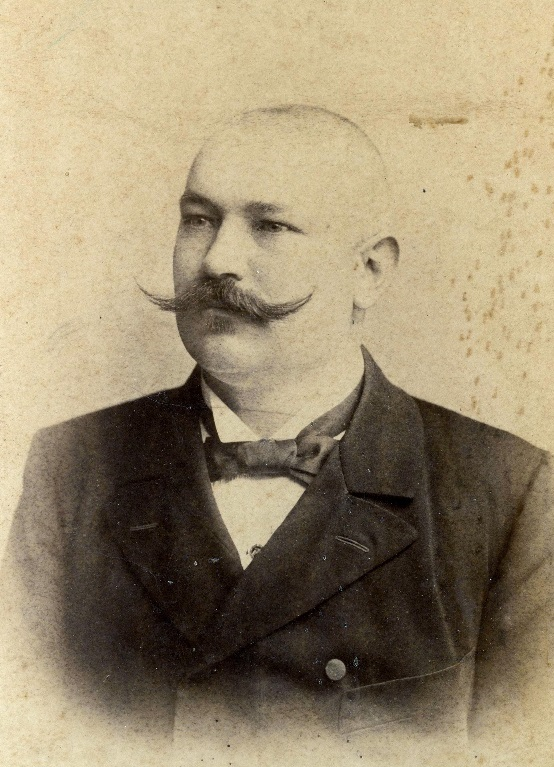
Nemesvitai Viosz Ferenc (1861–1918) jogász, a nagykanizsai járás főszolgabírája

Viosz Imre és Thassy Mária fia, nemesvitai Viosz Lajos (1836–1869), andráshidai földbirtokosként gazdálkodott és a "Zalamegyei Gazdasági Egyesület" alapító tagja volt. Viosz Lajos 1859. november 23-án Andráshidán feleségül vette a szomszéd földbirtokosnak a lányát, a nemesi származású nemesnépi Marton családból való nemesnépi Marton Zsófia (1842–1900) kisasszonyt, akinek a szülei nemesnépi Marton József (1797–1858) táblabíró, zalalövői alszolgabiró, földbirtokos és verbói Szluha Rozália (1816–1883) voltak. A menyasszonynak az apai nagyszülei ifjabb nemesnépi Marton György (1767–1843) táblabíró, földbirtokos és a a söjtöri nemesi földbirtokos petrikeresztúri Patay család a sarjából való petrikeresztúri Patay Rozália (1779–1845) voltak; az anyai nagyszülei verbói Szluha János (1789–1829), szentgyörgyvölgyi seborvos, kisszegi földbirtokos és nemes Kováts Zsuzsanna Cecília (1790–1847) voltak.
Viosz Lajos és nemesnépi Marton Zsófia frigyéből több gyermek született azonban csak egy leány- és egy fiúgyermek érte el a felnőttkort: nemesvitai Viosz Mária (1863–1935), akinek a férje boldogfai Farkas Imre (1860–1895), hagyárosi földbirtokos volt. Andráshidán, 1887. február 16-án kötöttek házasságot; boldogfai Farkas Imre szülei idősebb boldogfai Farkas Imre (1811–1876), a Zalaegerszegi járás főszolgabírója, császári és királyi főbírója, táblabíró, hites ügyvéd, vármegyei bizottmányi tag, földbirtokos, a "Zalavármegyei Gazdasági Egyesület"nek az alapító tagja, és Horváth Alojzia (1831–1919) voltak. Viosz Lajos és nemesnépi Marton Zsófia fia nemesvitai Viosz Ferenc (1861–1918) jogász, a nagykanizsai járás főszolgabírája 1896 és 1918 között, a zalamegyei alkoholellenes mozgalomnak a lelkes előharcosa, megyebizottsági tag, a zalamegyei nemesi pénztár választmányának tagja, a Polgári Hadi Érdemkereszt II. osztály tulajdonosa, a Zalamegyei Gazdasági Egyesület tagja, földbirtokos. Nemesvitai Viosz Lajos szenvedélyes vadász gyakran űzte ezt a sportot legjobb barátjával a boldogfai Farkas családból származó boldogfai Farkas Ferenc (1838–1908) boldogfai birtokossal; 1869-ben egy vadászatban Viosz Lajos súlyosan megfázott és halálos ágyán megkérte boldogfai Farkas Ferencet, hogy ha meghalna, feleségül vegye
az özvegyét nemesnépi Marton Zsófiát és nevelje fel az árva gyermekeit. Viosz Lajos halála után 1872. február 7-én Andráshidán boldogfai Farkas Ferenc feleségül vette özvegy Viosz Lajosné nemesnépi Marton Zsófiát (1842–1900), aki majd 6 gyermekkel áldotta meg az új férjét.
Nemesvitai Viosz Ferenc nagykanizsai főszolgabíró 1900. január 21-én Zalatárnokon oltárhoz vezette a nemesi származású egyházasbüki Dervarics családból való egyházasbüki Dervarics Mária (1878–1958) kisasszonyt, akinek a szülei egyházasbüki Dervarics János (1845–1905) szentkozmadombjai földbirtokos, és Tivolt Vilma (1854–1898) voltak. Az apai nagyszülei egyházasbükki Dervarics Ákos (1816–1891), táblabíró, földbirtokos, a "Zalavármegyei Gazdasági Egyesület" tagja, valamint hertelendi és vindornyalaki Hertelendy Rozália (1822–1850) asszony voltak. Dervarics Ákosné Hertelendy Rozáliának a szülei hertelendi és vindornyalaki Hertelendy Imre (1794–1850), földbirtokos, zalai főszolgabíró és nyírlaki Oszterhueber Magdolna (1797–1883) asszony voltak. Viosz Ferencné Dervarics Máriának az apai nagybátyja egyházasbükki Dervarics Imre (1842–1910) alszolgabíró, "Zalavármegyei Gazdasági Egyesület" tagja, a Függetlenségi és Negyvennyolcas Párt keszthelyi kerületi elnöke, a zalamegyei nemesi és alapítványi választmány tagja, a "Magyar Iparvédő Egyesület" keszthelyi fióknak az elnöke, földbirtokos. Viosz Ferenc és Dervarics Mária frigyéből született: nemesvitai Viosz Györgyi (1901–1999), akinek a férje nemes Sebestyén-Kováts István (1895–1959), valamint ifjabb nemesvitai Viosz Ferenc (1904–1983), okleveles gazda, lókereskedő, földbirtokos.

## Címerléírás
Kék pajzson csónakon álló vörös ruhás vitéz, jobbján kivont kard, balján levágott török fej. Sisakdísz: ágaskodó görbekardot tartó arany oroszlán.